# 比弗克里克鎮區 (北卡羅萊納州威爾克斯縣)
比弗克里克鎮區（英語：Beaver Creek Township）是位於美國北卡羅萊納州威爾克斯縣的一個鎮區。

## 地方資料
比弗克里克鎮區的面積為53.35平方千米，皆為陸地。根據2020年美國人口普查的數據，當地共有人口432人，而人口密度為每平方千米8.1人。